# Lennart Carleson
Lennart Axel Edvard Carleson  (Stockholm, 1928. március 18. –) Abel-díjas svéd matematikus.

## Élete
Az Uppsalai Egyetemen végzett, majd ugyanott szerzett Ph.D.-t 1950-ben. Egy éven át a Harvardon folytatta tanulmányait, majd 1951-től kezdve, egy egy éves kitérőt leszámítva – amikor a Stockholmi Egyetem munkatársa volt – az Uppsalai Egyetemen tanított 1993-as nyugalomba vonulásáig. Pályafutása során számos egyetemen volt vendégoktató. Az Uppsala-i Egyetem, a Royal Institute of Technology in Stockholm és a Kaliforniai Egyetem emeritus professzora. 1978 és 1982 között a Nemzetközi Matematikai Unió elnöke volt.
Analízissel, elsősorban funkcionálanalízissel foglalkozik. Igazolta az egységkörben korlátos analitikus függvényekre vonatkozó korona-tételt. Híres tételében bebizonyította, hogy minden négyzetesen integrálható függvény Fourier-sora majdnem mindenütt konvergens.

## Díjai és kitüntetései
- MTA tiszteleti tagja (1986)[15]
- Wolf-díj (1992)[15]
- Lomonoszov-aranyérem (2002)[15]
- Sylvester-érem (2003)[15]
- Abel-díj (2006)[15]